# سوینوشیتسه
سوینوشیتسه (به لاتین: Svinošice) یک منطقهٔ مسکونی در جمهوری چک است که در ناحیه بلانسکو واقع شده‌است. سوینوشیتسه ۷٫۳۳ کیلومتر مربع مساحت و ۳۲۲ نفر جمعیت دارد و ۳۸۷ متر بالاتر از سطح دریا واقع شده‌است.